# Umbyquyra
Genre
Umbyquyra est un genre d'araignées mygalomorphes de la famille des Theraphosidae.

## Distribution
Les espèces de ce genre se rencontrent au Brésil et en Bolivie.

## Liste des espèces
Selon World Spider Catalog (version 21.5, 10/11/2020) :
- Umbyquyra acuminatum (Schmidt & Tesmoingt, 2005)
- Umbyquyra araguaia Gargiulo, Brescovit & Lucas, 2018
- Umbyquyra belterra Gargiulo, Brescovit & Lucas, 2018
- Umbyquyra caxiuana Gargiulo, Brescovit & Lucas, 2018
- Umbyquyra cuiaba Gargiulo, Brescovit & Lucas, 2018
- Umbyquyra gurleyi Sherwood & Gabriel, 2020
- Umbyquyra palmarum (Schiapelli & Gerschman, 1945)
- Umbyquyra paranaiba Gargiulo, Brescovit & Lucas, 2018
- Umbyquyra sapezal Gargiulo, Brescovit & Lucas, 2018
- Umbyquyra schmidti (Rudloff, 1996)
- Umbyquyra tapajos Gargiulo, Brescovit & Lucas, 2018
- Umbyquyra tucurui Gargiulo, Brescovit & Lucas, 2018

## Publication originale
- Gargiulo, Brescovit & Lucas, 2018 : « Umbyquyra gen. nov., a new tarantula spider genus from the Neotropical region (Araneae, Mygalomorphae, Theraphosidae), with a description of eight new species. » European Journal of Taxonomy, no 457, p. 1-50 (texte intégral).